# Haruka Takachiho
Pour les articles homonymes, voir Takachiho.
Haruka Takachiho (高千穂 遙, Takachiho Haruka), né le 7 novembre 1951 à Nagoya (Japon), est un romancier japonais, auteur de science-fiction.

## Œuvre
- Série Crusher Joe

1. 連帯惑星ピザンの危機 (Rentai wakusei Pizan no kiki?) "Crisis on Solidarity Planet Pizanne"  (novembre 1977)
2. 撃滅!宇宙海賊の罠 (Gekimetsu! Uchuu kaizoku no wana?) "Extermination! The Space Pirates Trap" (janvier 1978)
3. 銀河系最後の秘宝 (Gingakei saigo no hihō?) "The Final Secret of the Milky Way" (avril 1978)
4. 暗黒邪神教の洞窟 (Ankoku jashinkyō no dōkutsu?) "Cave of the Cult of the Dark God" (juillet 1978)
5. 銀河帝国への野望 (Ginga teikoku e no yabō?) "Treachery Toward the Galactic Empire" (décembre 1978)
6. 人面魔獣の挑戦 (Jimmen majū no chōsen?) "Challenge of the Human-faced Demon Beasts" (juin 1979)
7. 美しき魔王 (Utsukushi maō?) "The Beautiful Demon King" (mars 1983)
8. 悪霊都市ククル (Akuryō toshi Kukuru?) "Kukuru, the Haunted City" (Part 1 : novembre 1989 ; Part 2 : mars 1990)
9. ワームウッドの幻獣 (Wāmu'uddo no genjū?) "The Phantom Beast Wormwood " (octobre 2003)
10. ダイロンの聖少女 (Dairon no seishōjo?) "The Holy Virgin Dairon" (mai 2005)

- Série Crusher Joe extra

1. 虹色の地獄 (Nijiiro no jigoku?) "Rainbow-colored Hell" (février 2003)
2. ドルロイの嵐 (Doruroi no arashi?) "The Doruroi Storm" (décembre 1986) (* originally published as side story' rather than extra series by Asahi Sonorama)

- Série Dirty Pair
  - ダーティペアの大冒険 (Dātīpea no daibōken?) "The Dirty Pair's Great Adventures" (serialized 1979 ; book mai 1980)
  - ダーティペアの大逆転 (Dātīpea no daigyakuten?) "The Dirty Pair Strike Again" (août 1985)
  - ダーティペアの大乱戦 (Dātīpea no dairansen?) "DP's Rough and Tumble" (mars 1987)
  - ダーティペアの大脱走 (Dātīpea no daidassō?) "DP's Great Escape" (mars 1993)
  - ダーティペアの大復活 (Dātīpea no daifukkatsu?) "DP's Great Resurrection" (août 2004)
  - ダーティペアの大征服 (Dātīpea no daiseifuku?) "DP's Great Conquest" (avril 2006)
  - ダーティペアの大帝国 (Dātīpea no daiteikoku?) "DP's Great Empire" (octobre 2007)
  - (ダーティペア外伝 独裁者の遺産?, Dātīpea gaiden: dokusaisha no isan) "DP side story: Legacy of the Dictator" (26 août 1998)
- Série Dirty Pair Flash
  - ダーティペアFLASH 天使の憂鬱 (Tenshi no yūutsu?) "Melancholy of the Angels" (décembre 1994)
  - ダーティペアFLASH 2 天使の微笑（ほほえみ） (Tenshi no hohoemi?) "Smiles of the Angels" (janvier 1997)
  - ダーティペアFLASH 3 天使の悪戯（いたずら） (Tenshi no itazura?) "Prankster Angels" (septembre 1999)
- 神拳 李酔竜 (Shinken Ri Suiryū?) "Li Zuilong of the Divine Fist" aka "Lee Suiron the Godhand" series
  - 1. 夜光珠魔城 (Yakōju majō?) "Magic Castle of the Shining Night Pearl" (juillet 1997)
  - 2. キーアンの聖杯 (Kīan no seihai?) "Holy Grail of Kiian" (octobre 1997)
  - 3. 無情谷哀歌 (Mujōdani aika?) "Lament of Heartless Valley" (avril 1998)
  - 4. 薔薇の魔女 (Bara no majo?) "Rose Witch" (août 1998)
  - 5. 麗人雑技団 (Reijin zatsugidan?) "The Beauteous Acrobatic Troupe" (décembre 1999)
  - 銀河最強伝説 貪狼篇 (Ginga saikyō densetsu: donrō hen?) "Legend of the Galaxy's Strongest. Chapter:Hungry Wolf" (octobre 1997)
  - 銀河最強伝説 不死鳥篇 (Ginga saikyō densetsu: fushichō hen?) "Legend of the Galaxy's Strongest. Chapter:Phoenix" (avril 1999)
  - 銀河最強伝説 蛇蝎篇 (Ginga saikyō densetsu: dakatsu hen?) "Legend of the Galaxy's Strongest. Chapter:Serpents&Scorpions" (octobre 2000)
- 異形三国志 (Igyō sangokushi?) "Nonhuman Romance of the Three Kingdoms" series
  - NORIEが将軍!? (Norie ga shogun!??) "Norie is a General!?" (Book1: octobre 1992; Book2: octobre 1993)
  - ガモスの魔剣 (Gamos no maken?) "Magic Sword of Gamos"  (Book 1 : juillet 1994 ; Book 2 : avril 1996 ; Book 3 : novembre 1998)
- 運び屋サム (Hakobiya Sam?) "Smuggler Sam" series

1. 銀河番外地 (Ginga bangaichi?) "Galactic unchartered zone" (novembre 1980)
2. 聖獣の塔 (Seijū no tō?) "Tower of the Holy Beast" (octobre 1983)

- 凶戦士 愛 (Kyōsenshi Ai?) "Berserk warrior Ai" séries

1. 凶戦士 愛 (Kyōsenshi Ai?) (juin 1988; janvier 1993)
2. 凶戦士 愛 PART2 謀殺教団 (Bōsatsu kyōdan?) "Part 2: Conspiratorial Murder Cult" (janvier 1990 ; février 1993)

- 暗黒拳聖伝 (Ankoku-ken Seiden?) "The Dark-Fist Hagiography" series

1. 闇の覇王 (Yami no haō?) "Prince of Darkness" (août 1988)
2. 沈黙の覇王 (Chinmoku no haō?) "Prince of Silence" (septembre 1990)
3. 幻影の覇王 (Gen'ei no haō?)  "Prince of Illusion" (mars 1995)

- "The Dragon Kung Fu" (ザ・ドラゴンカンフー?) series
  - 目覚めしものは竜 : ザ・ドラゴンカンフー (Mezameshi mono wa ryū?) "Awaken the Dragon" (janvier 1981)
  - 魔道神話 (Madō shinwa?) "Myth of Sorcery" (3 vols. ; mai 1986 ; juillet 1987 ; octobre 1988)

individual titles
- 狼たちの曠野 (Ōkami tachi no kōya?) "Wolves' Wilderness"  (avril 1981)
- 異世界の勇士 (I-sekai no Yūsha?) "Hero of the Otherworld" (Tsuru Shobō : février 1979; Tokuma Shoten : mai 1981)
- 美獣-神々の戦士-（上）（下） (Bijū kamigami no senshi?) "Beautiful Beast: Warrior of the Gods" (2 vols. ; avril 1985)
- 夏・風・ライダー (Natsu kaze raidā?) "Summer, Wind, Rider" (mai 1984)
- (ヒルクライマー?) "Hill Climber" (juillet 2009)

## Filmographie
- 1983 : Crusher Joe: The Movie (ja)
- 1985 : Dirty Pair: Mystery of Norlandia
- 1987 : Dirty Pair OVA
- 1987 : Dirty Pair
- 1987 : Original Dirty Pair: Project Eden
- 1989 : Crusher Joe The OVAs
- 1995 : Dirty Pair Flash
- Date inconnue : Dan et Danny